# Andwell
Andwell är en by i civil parish Mapledurwell and Up Nately, i distriktet Basingstoke and Deane, i grevskapet Hampshire i England. Byn är belägen 5 km från Basingstoke. Andwell var en civil parish 1858–1932 när blev den en del av Mapledurwell & Up Nately. Civil parish hade 20 invånare år 1931.